# Martti Ahtisaari
Martti Oiva Kalevi Ahtisaari, finski politik in diplomat, nobelov nagrajenec, * 23. junij 1937, Viipuri, Finska (danes Vyborg, Rusija), † 16. oktober 2023.
Martti Ahtisaari je nekdanji predsednik Finske (1994–2000). Leta 2008 je prejel Nobelovo nagrado za mir za svojo vlogo posrednika v mnogih mednarodnih sporih. V izjavi za Nobelovo nagrado je bilo navedeno, da je Ahtisaari odigral vodilno vlogo pri reševanju resnih in dolgotrajnih konfliktov, vključno s tistimi v Namibiji, Acehu (Indonezija), Kosovu in Srbiji ter Iraku.